# Wizard

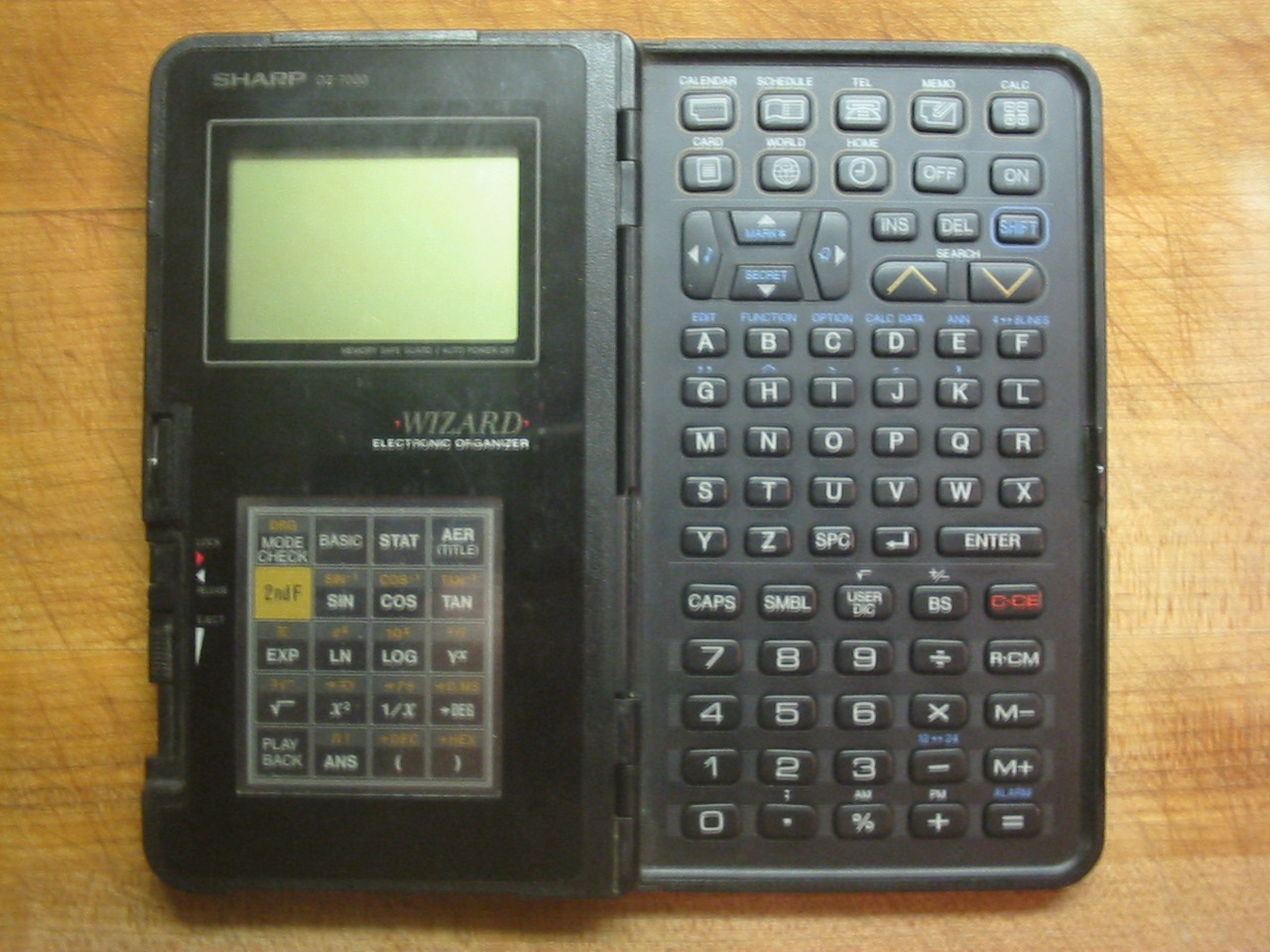
Uppvikt OZ-7000 färdig för användning.

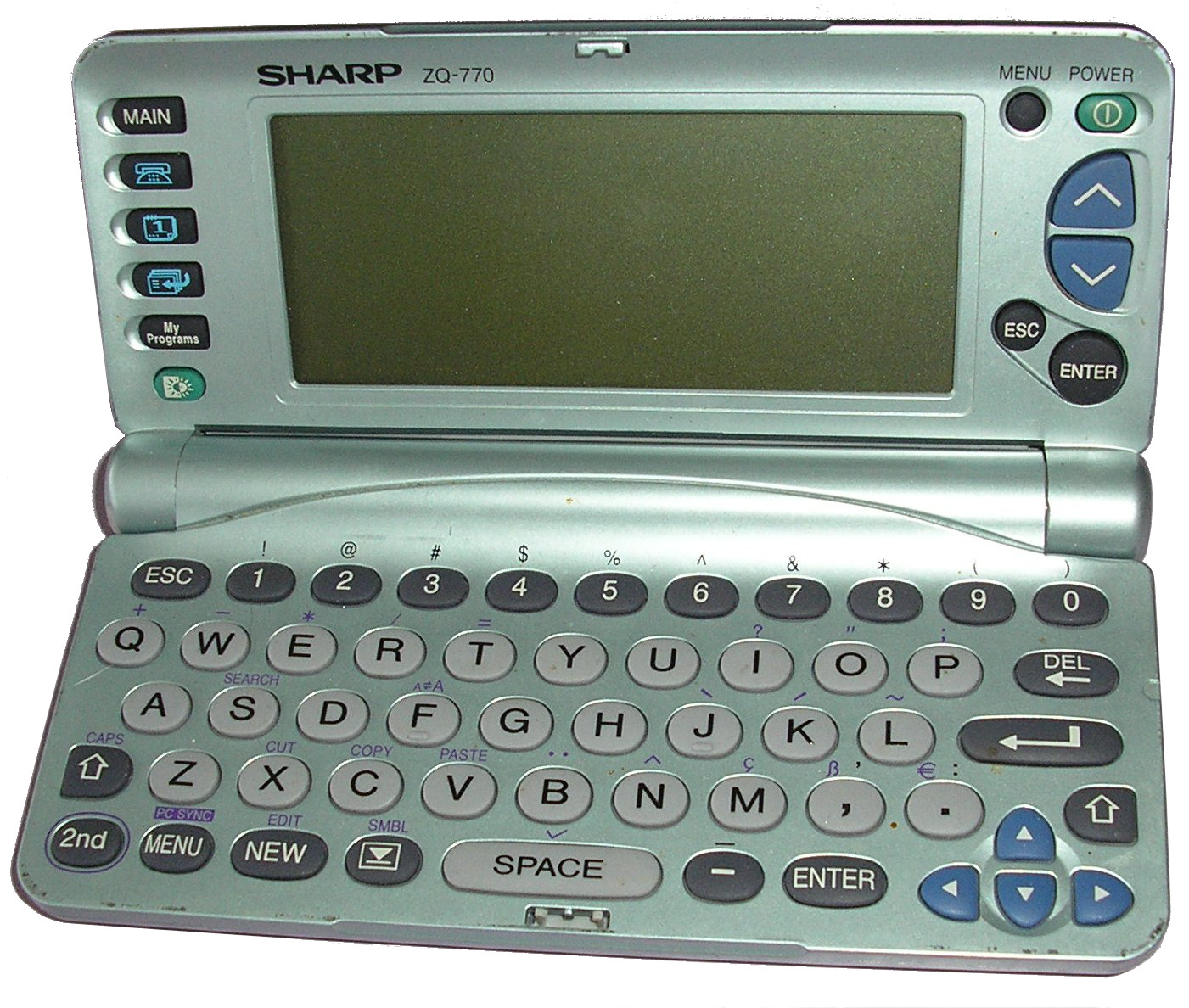
Sharp Electronic Organizer QZ-770.

Wizard är en serie handdatorer från Sharp. Benämningen "Wizard" används främst i USA och i Europa kallas de Electronic Organizer. Modellen har formellt benämningen Sharp OZ (USA) och Sharp ZQ (övriga världen). En Sharp ZQ-770 är en icke-amerikansk modell med 3 MB minne.